# Faísca (Marvel Comics)
Faísca (Surge, no original) é um personagem ficcional, um mutante no Universo Marvel, faz parte do corpo de estudantes no Instituto Xavier e um membro do antigo esquadrão Novos Mutantes. Seu nome verdadeiro é Noriko "Nori" Ashida. Manteve seus poderes após o Dia M e é a líder dos Novos X-Men. Apareceu primeiramente em Novos Mutantes (volume 2) # 8.

## História
Noriko tem se tornado uma líder natural formidável em relação à nova geração de mutantes, apesar dela não desejar poder.
Após o Dia-M, seu namorado perdeu os poderes. Porém, após um desbloqueio mental realizado pelas Irmãs Stepford, Prodígio (David Alleyne) conseguiu viver utilizando as informações que já tinha adquirido até antes do Dia-M (embora não podendo adquirir mais além daquelas), então ele e Noriko continuaram na ativa com os Novos X-Men.
Entre os vários eventos ocorridos envolvendo sua equipe, uma vez Noriko e Prodígio foram reconhecidos por Ciclope (Marvel Comics) após terem derrotado Nimrod (Marvel Comics) e salvado a vida de Forge. Assim, Ciclope os reconheceu como verdadeiros membros dos X-Men.

## Poderes e habilidades
Faísca absorve a eletricidade em todas as suas formas: na estática do ar, em aparelhos elétricos, em tomadas etc. Não pode controlar a absorção, e por isso deve usar luvas específicas, projetadas para ajudá-la a regular seus poderes. Pode descarregar essa energia como um poderoso relâmpago, como rajadas ou canalizá-la em flashes de velocidade sobre-humana. Se absorver muita energia, causa sobrecargas mentais que faz com que fale muito rápido, disperse seus pensamentos e/ ou retire seu controle sobre as rajadas.